# Monumento al Divino Salvador del Mundo
Monumento al Divino Salvador del Mundo (Pomnik Boskiego Zbawiciela Świata) – monument znajdujący się w San Salvador, stolicy Salwadoru, wzniesiony ku czci Chrystusa Zbawiciela świata, patrona miasta.

## Historia
Rzeźba wykonana została we Włoszech przez nieznanego artystę. Concepción Araujo de Mena, córka Manuela Enrique Araujo, prezydenta Republiki w latach 1911–1913, przekazała ją Kościołowi, w osobie arcybiskupa Luisa Cháveza y González. W 1942 roku rzeźba została zainstalowana na postumencie na Plaza de las Américas (obecnie Plac Zbawiciela Świata, Plaza del Salvador del Mundo). Prace nadzorował architekt José María Barahona Villaseñor. Monument odsłonięto ją 26 listopada 1942 z okazji Pierwszego Narodowego Kongresu Eucharystycznego w San Salvador.
Pomnik uległ uszkodzeniu w czasie trzęsienia ziemi w 1986. Spadł wtedy na ziemię i rozbił się na kilka kawałków. Naprawa trwała do 1988. Po niej pozostał zaniedbany aż do 2010, kiedy to, w ramach przygotowań do dwusetnej rocznicy pierwszego ruchu niepodległościowego poszerzono i przebudowano plac, odnawiając monument. W trakcie restauracji w 2010 usunięto uszkodzone elementy, oczyszczono i wypełniono ubytki żywicą poliestrową z dodatkiem pyłu marmurowego.
Każdego roku organizowane są uroczystości ku czci patrona. Odbywają się od 1 do 6 sierpnia i są organizowane przez Komitet Uroczystości przy Urzędzie Burmistrza San Salvador oraz Kościół katolicki.
26 listopada 2012 pomnik został ogłoszony dziedzictwem kulturowym Salwadoru. Plaza Salvador de Mundo służy jako oprawa dla ważnych wydarzeń. W 2015 odbyła się tu kanonizacja biskupa Oscara Arnulfo Romero.

## Opis
Monument zaprojektował architekt José María Villaseñor. Wykonana z marmuru karraryjskiego statua o wysokości 251 cm postawiona jest na globie ziemskim. Całość umieszczono jest na wysokim czworobocznym postumencie, który pierwotnie zdobił grób Manuela Enrique Araujo. Carlos Arenales wykonał krzyże ozdabiające postument oraz sylwetki kontynentów na kuli ziemskiej.

## Wykorzystanie i znaczenie monumentu
Monument został przedstawiony na rewersie banknotu o wartości 200 ₡ (colón) oraz do 2011 na tablicach rejestracyjnych. Widnieje również w dowodzie osobistym i paszporcie. Jest jednym z najbardziej reprezentatywnych symboli kraju. Centralnie położony w stolicy Salwadoru, pomnik jest punktem orientacyjnym dla turystów i różnych wydarzeń społecznych i rekreacyjnych.